# Johan Creten
Johan Creten is een Belgisch beeldend kunstenaar, geboren in 1963 in Sint-Truiden. Hij wordt beschouwd als een pionier in de heropleving van de moderne keramiek, die klei weer een plaats gaf in de hedendaagse kunst. Hij was de eerste Belg die tijdens zijn leven exposeerde in het Louvre in Parijs.
Na een tijdlang zwervend kunstenaarsbestaan koos hij Parijs als zijn uitvalsbasis.

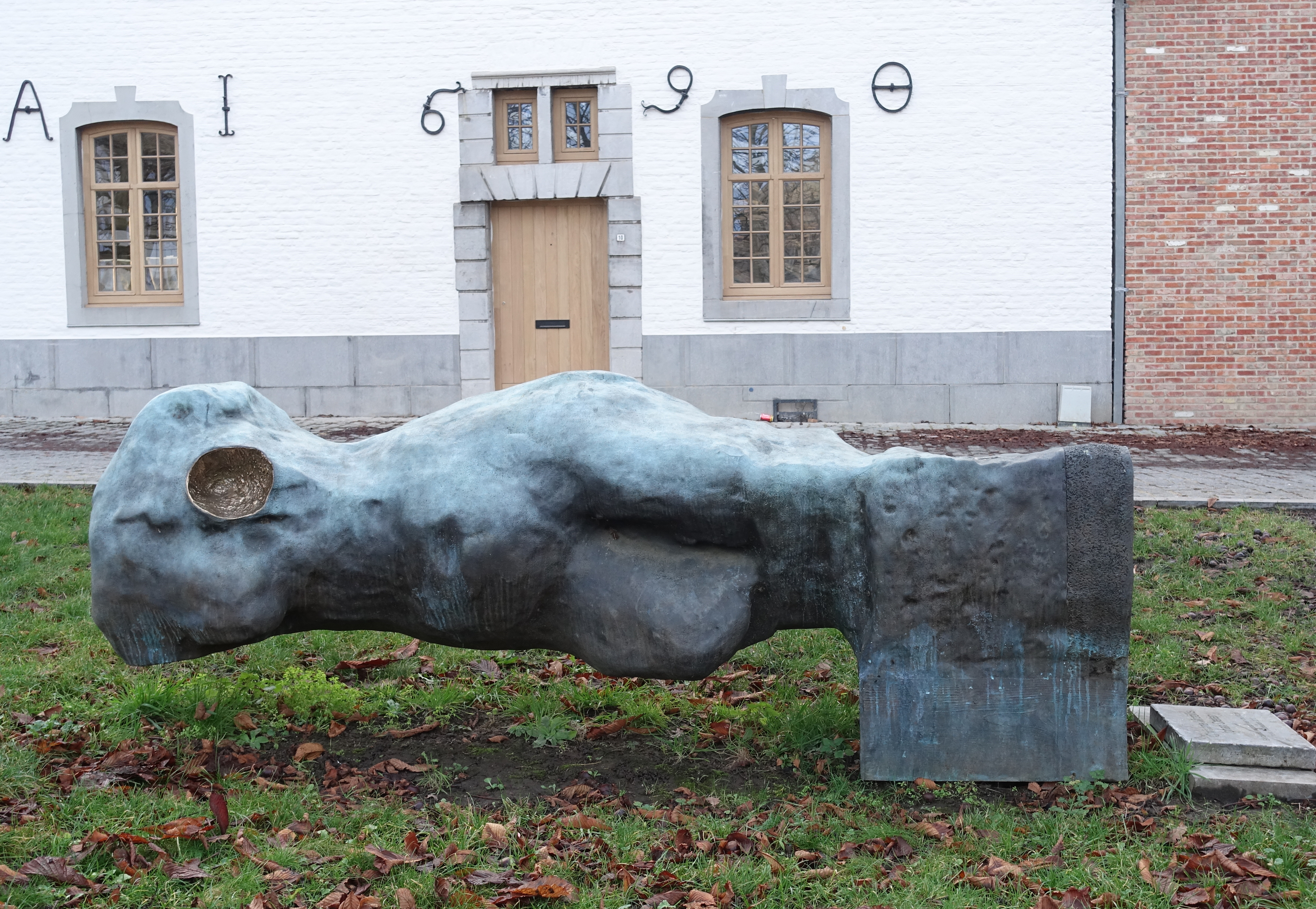
Christina Mirabilis (Sint-Truiden)

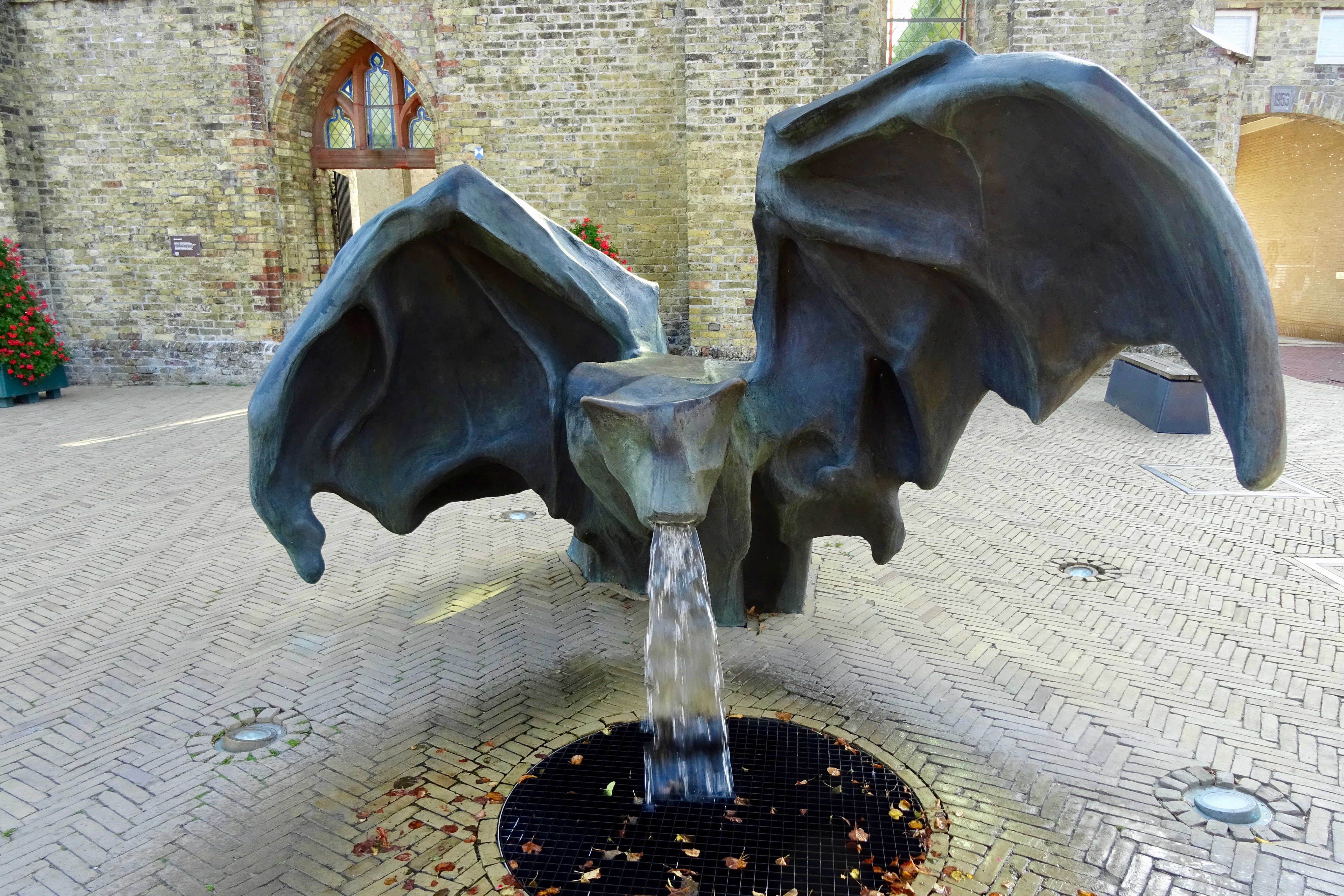
De Vleermuis (Bolsward)

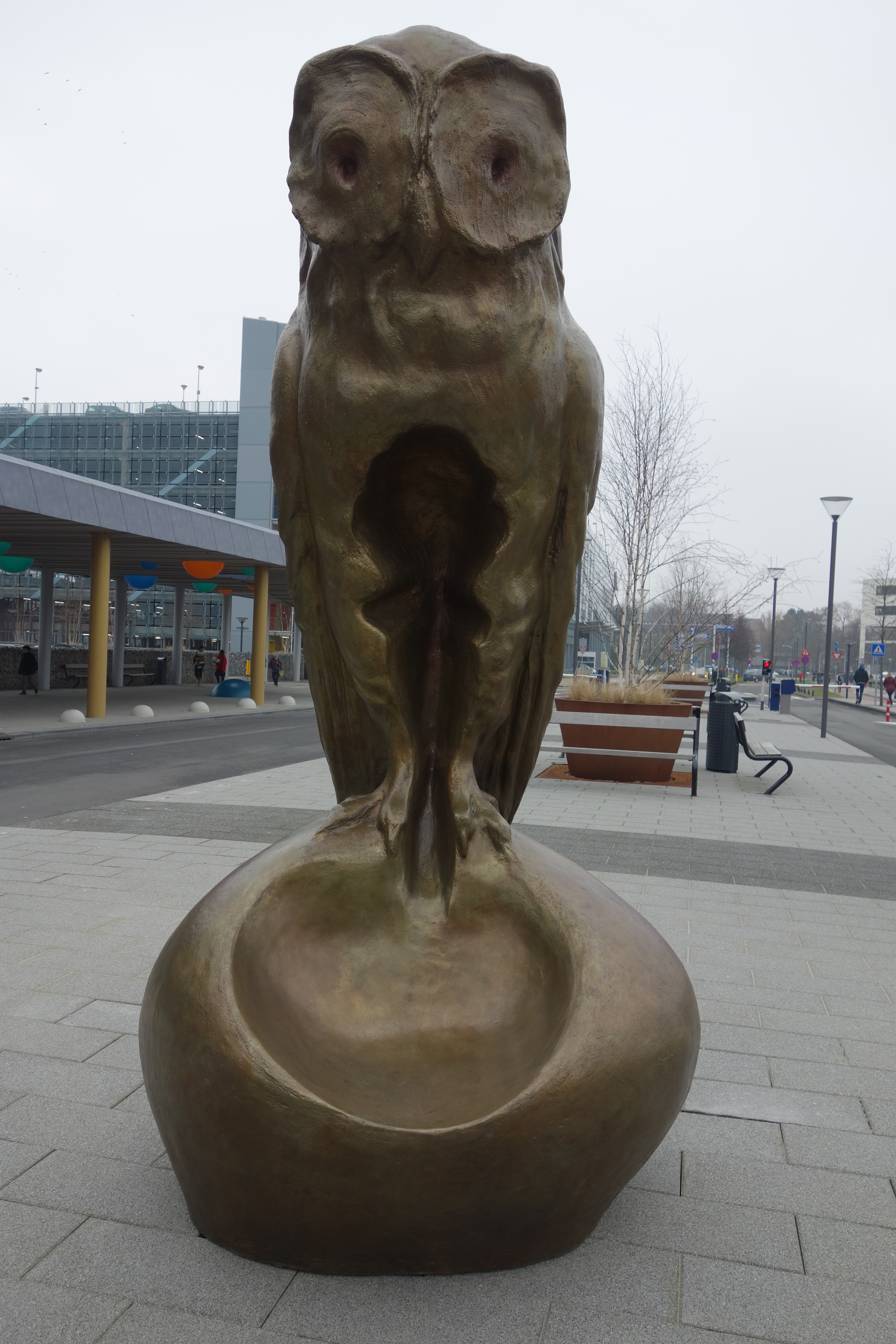
Le Grand Vivisecteur (Leiden)

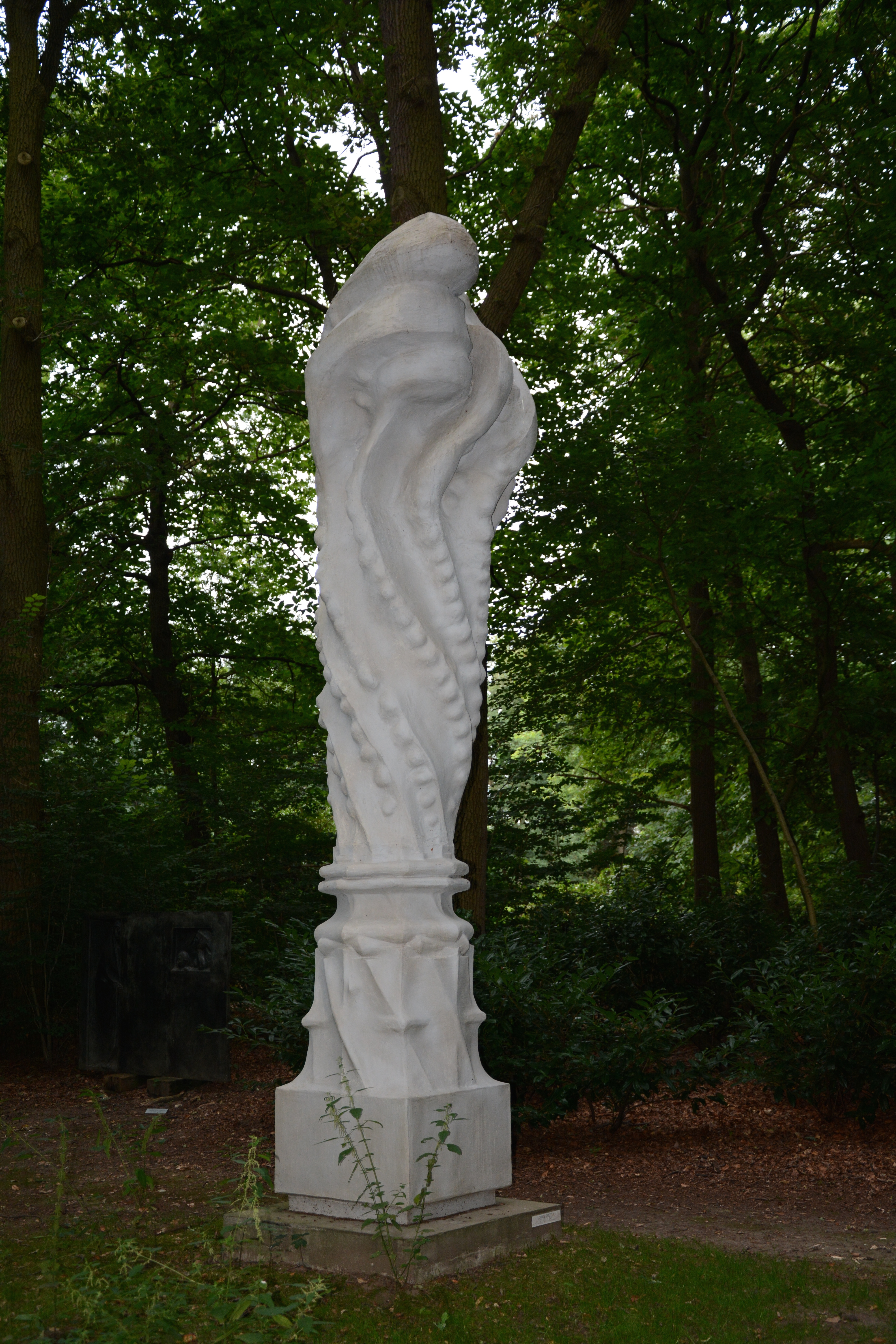
De Zuil (Antwerpen)

## Levensloop
Johan Creten begon al op vroege leeftijd met tekenen en schilderen. Gefascineerd door kunst, literatuur en muziek kwam hij in zijn geboortestad in contact met een koppel gepassioneerde, kunstminnende antiquairs, die hem vanaf zijn elfde inwijdden in de kunstbeleving
. 
Na een opleiding als leraar plastische opvoeding in Tienen, studeerde hij in 1985 af in de schilderkunst aan de Koninklijke Academie voor Schone Kunsten van Gent.  Aan die Academie ontdekte hij de  kleistudio van de keramiekafdeling waar weinig interesse voor was bij andere studenten.  Opgeleid als schilder zag hij nieuwe mogelijkheden in deze techniek en probeerde hij beide te verbinden. Hij begon keramiekelementen in zijn schilderijen op te nemen en ging zich toeleggen op dit medium. 
Einde jaren 1980 was er bijna niemand bezig met klei in de kunst. Deze aardse materie werd laag gewaardeerd in een tijd dat conceptuele en minimalistische kunst de boventoon voerden. Johan Creten gaat met een beurs in Parijs aan de École Supérieure des Beaux-Arts sculptuur studeren, waar hij in 1988 afstudeert.

## Kunstenaar
Johan Creten wordt - met Thomas Schütte en Lucio Fontana – beschouwd als een van de voorlopers van de introductie van keramiek in de hedendaagse kunst. Zij haalden de keramiekkunst uit de ambachtelijke sfeer en toonden de mogelijkheid om zo volwaardige, autonome kunstwerken te creëren die op gelijke hoogte staan van wat de kunstkritiek en het publiek als ‘ware’ beeldende kunst aanzien.
Gefascineerd door zijn schoonheid, symbolische impact en rijke geschiedenis, verkent Johan Creten het medium via vele technieken en afmetingen. Zijn schildersopleiding geeft een bijzondere dimensie aan zijn sculptuurwerk, waarin glazuur en kleuren een belangrijke rol spelen. Johan Creten maakt sculpturale werken met een diepe conceptuele basis.
De sterke invloed van de omgeving en het effect ervan op impressie van zijn werken leidde tot een enorm gevarieerd oeuvre, van delicate kleibeeldhouwwerken tot grootschalige bronzen. Johan Creten voert zijn werken niet alleen uit in keramiek, maar ook in brons en kunststof. Hij maakt eveneens tekeningen en aquarellen, die veelal fungeren als notities bij zijn keramische creaties.
Door het creëren van toverachtige en organische wezens en vormen en het scheppen van een eigen fantasiewereld toont het oeuvre van Johan Creten zijn engagement en doet het vragen stellen over de ambiguïteit van de seksualiteit van de mens en de onvoorspelbare kracht van de natuur.

## Artistiek traject
In aanvang werd Johan Creten vertegenwoordigd door Galerie Meyer in Parijs, waar hij twee tentoonstellingen organiseerde: "Johan Creten: Peintures et Sculptures" in 1987 en "Kunstkamer. Installatie en uitvoering »in 1988. Hij werd ook vertegenwoordigd door de galerist Robert Miller in New York waar hij in 1988  de tentoonstelling "Odore di Femmina" had en in 2001 "Johan Creten: 3 Torsos".
Momenteel wordt Johan Creten vertegenwoordigd door Galerie Perrotin in New York, Parijs en Hong Kong, Almine Rech Gallery in Brussel en Galerie Transit in Mechelen (België).
Tijdens zijn loopbaan was Johan Creten op vele prestigieuze plaatsen, voor korte of langere tijd, Artist in residence: onder meer 2 jaar in de Villa Médicis in Rome, 2 jaar in Artisana Villa de García in Mexico, 2 jaar in het Bass Museum of Art in Miami, 3 jaar in Manufacture nationale de Sèvres bij Parijs.
Vele galerijen, musea en tentoonstellingsruimten toonden werk Johan Creten in groeps- of solotentoonstellingen. In het Centre Pompidou te Parijs exposeerde hij in het kader van de tentoonstelling Masculin/Feminin in 1995.
In 2005-2006 exposeert hij als eerste levende Belgische kunstenaar in het Louvre tijdens de tentoonstelling De l'objet d'art à la sculpture waar hij werken toont die een ode zijn aan  Bernard Palissy, een 16e-eeuwse Franse pottenbakker en pionier van keramiek- en glazuurtechnieken en een groot voorbeeld voor Johan Creten.
In 2014 had hij een tentoonstelling in het Middelheimmuseum in Antwerpen, genaamd "De Storm" met 25 monumentale bronzen en een reeks keramische werken. De stad Antwerpen kocht het werk Pliny's Sorrow, dat nu geïnstalleerd is aan de Rijnkaai, tegenover het Red Star Line Museum in Antwerpen.
In 2016 is er in het CRAC Regionaal Centrum voor Hedendaagse Kunst in Sète (regio Occitanië) een grote monografische tentoonstelling, "La Traversée", waarbij de werken een inwijdingsreis voorstellen die het mysterie van de natuur illustreren, waar bloemen en algen worden geconfronteerd met een vreemd en fascinerend bestiarium, waarbij schoonheid redding kan brengen.  De tentoonstelling toont eerste keramiekwerken, monumentale sculpturen in brons en nieuwe werk. Er waren werken gemaakt met de Manufacture nationale de Sèvres, ter illustratie van de passie van de kunstenaar voor keramiek.
In 2018 had hij een grote tentoonstelling "Naked Roots / Naakte Wortels" in het museum Beelden aan Zee in Den Haag.
In 2019 maakten verschillende van zijn monumentale bronzen sculpturen deel uit van het Zweedse beeldenpark Park Pilane, waaronder "De Vleermuis", een bronzen sculptuur van 3 m breed, die daarna werd tentoongesteld voor het Petit Palais in Parijs en waarvan een ander afgietsel een vaste plaats vond in Bolsward (Friesland).
In 2020 was er een solo-tentoonstelling in de Italiaanse Villa Médicis.
In 2023 stelt hij tentoon in de abdij van Beaulieu-en-Rouergue, Zuid Frankrijk, onder de titel 'Le Coeur qui déborde".
In 2024 nodigt de stad Orléans hem uit voor een tentoonstelling met zijn monumentale beelden, verspreid in de stad.